# L-木酮糖还原酶
L-木酮糖还原酶（EC 1.1.1.10 （页面存档备份，存于））是一种以NAD+或NADP+为受体、作用于供体CH-OH基团上的氧化还原酶。这种酶能催化以下酶促反应：
木糖醇 + NADP+ {\displaystyle \rightleftharpoons } L-木酮糖 + NADPH + H+
良性L-木酮糖还原酶缺乏可导致戊糖尿病。